# (11538) Brunico
(11538) Brunico est un astéroïde de la ceinture principale.

## Description
(11538) Brunico est un astéroïde de la ceinture principale. Il fut découvert le 22 juillet 1992 à La Silla par Henri Debehogne et Álvaro López-García. Il présente une orbite caractérisée par un demi-grand axe de 2,30 UA, une excentricité de 0,13 et une inclinaison de 6,7° par rapport à l'écliptique.

## Compléments